# MS Oslofjord
El MS Oslofjord fue un transatlántico y crucero combinado construido en 1949 por Netherlands Dock and Shipbuilding Company en Ámsterdam, Países Bajos, para Norwegian America Line. En el momento de su construcción, pesaba 16.844 toneladas de registro bruto y podía transportar 620 pasajeros.
En un incidente que fue noticia internacional, en enero de 1957, mientras se encontraba en dique seco en Hoboken, Nueva Jersey, EE. UU., el MS Oslofjord volcó y se estrelló contra otro barco. Ocho miembros de la tripulación resultaron heridos y dos fueron hospitalizados. Otros doscientos miembros de la tripulación quedaron atrapados dentro del barco durante más de una hora antes de ser rescatados.
En 1967-1968 fue alquilado a Greek Line y desde 1968 en adelante a Costa Cruceros, que lo rebautizó como MS Fulvia en 1969. Después de una explosión en la sala de máquinas, el Fulvia se incendió cerca de las islas Canarias el 19 de julio de 1970 y tuvo que ser evacuado. Se hundió el 20 de julio de 1970 mientras era remolcado a Tenerife.

## Hundimiento

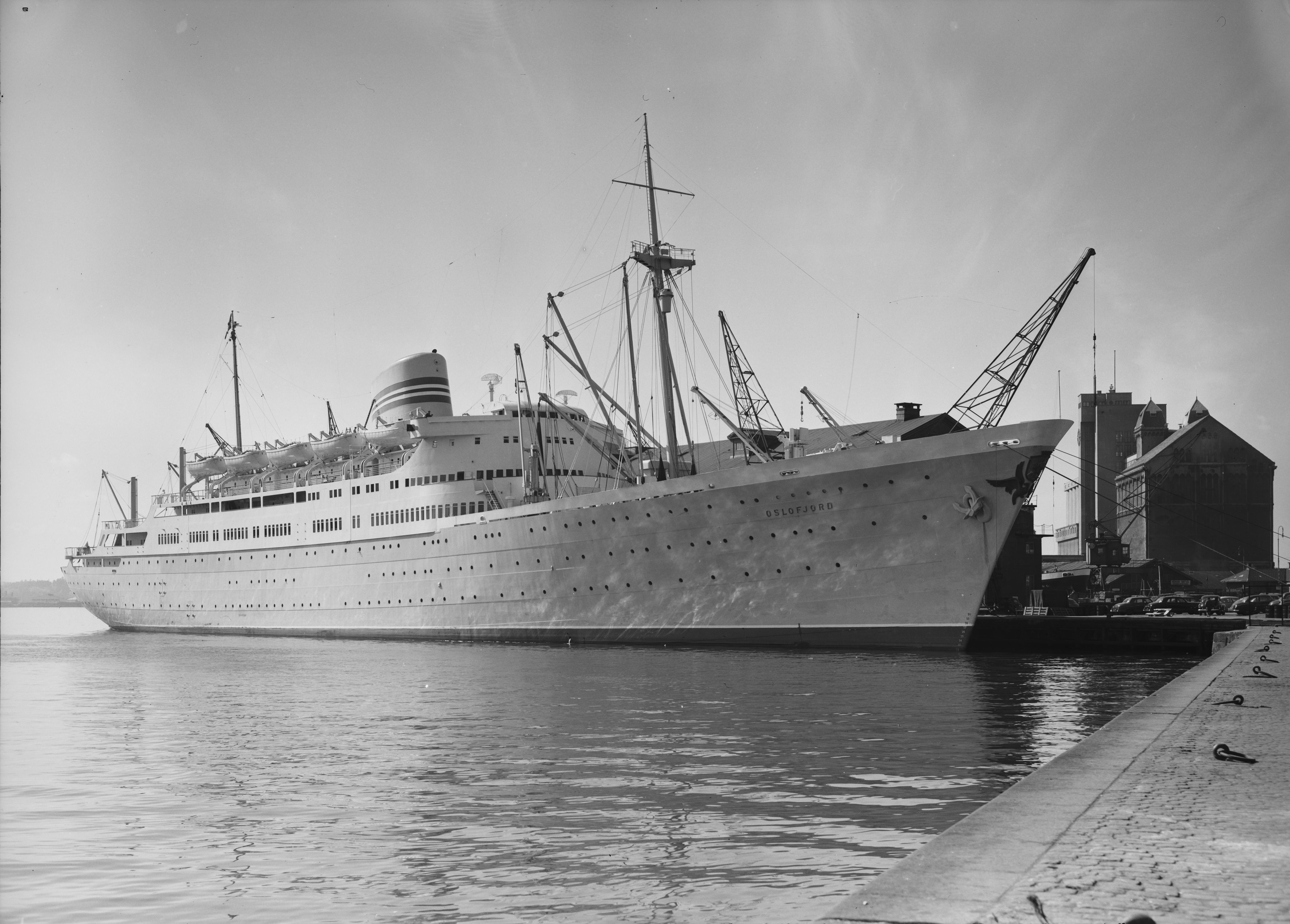
El Oslofjord en el año 1952.

Como consecuencia de una explosión en la sala de máquinas el 19 de julio de 1970, se produjo un incendio en el Fulvia, cuando navegaba cerca de las islas Canarias, en el trayecto de Madeira a Tenerife. En el gran salón de baile del barco se celebraba una fiesta y los demás pasajeros estaban en la cama. Se dio la alarma, pero el anuncio del barco parecía haber fallado, por lo que hubo que despertar personalmente a todos los pasajeros que dormían. Los asistentes a la fiesta y los durmientes se reunieron en cubierta con vestidos de fiesta y pijamas. El nuevo sistema de extinción falló: sólo se pudo encender después de 45 minutos. 
El Ancerville respondió a la llamada de socorro y llegó al lugar nueve horas después de la explosión y rescató a los 448 pasajeros y 246 tripulantes de los botes salvavidas. El capitán del Fulvia, C.B. Fasting, y 26 tripulantes intentaron controlar el incendio, pero cuando el fuego se intensificó, también tuvieron que abandonar el barco. Entre los invitados, en su mayoría italianos, había diversas nacionalidades, entre ellos 13 belgas y 3 holandeses.
El 20 de julio de 1970, 36 horas después del fatal incendio, el barco se hundió en 29°57'N, 16°30'O mientras era remolcado a Tenerife.